# Carpophthoromyia vittata
Carpophthoromyia vittata es una especie de insecto del género Carpophthoromyia de la familia Tephritidae del orden Diptera.

## Historia
Fabricius la describió científicamente por primera vez en el año 1794.